# Leptophatnus alluaudi
Leptophatnus alluaudi là một loài tò vò trong họ Ichneumonidae.